# Flor de loto (canción)
«Flor de Loto» es una canción del grupo musical español Héroes del Silencio, perteneciente a su disco El espíritu del vino, el tercero que grabaría la banda en 1993. Este tema llegó a ser lanzado como sencillo en 1994 y tuvo una importante aceptación, llegando a convertirse en No. 1 en algunas emisoras de radio. Aparece en el corte n° 10 del disco al que pertenece.

## Formato
Flor de loto fue uno de los 21 sencillos que sacó a la venta el grupo Héroes del Silencio, con una portada en la que aparecía una flor de loto beige con su centro rojo sobre un fondo de este mismo color; en la parte superior aparecía el nombre del grupo y en la inferior el título del sencillo.
Este disco de doble cara contenía en su parte A la canción de estudio y en la parte B la versión en directo de la misma. 
La canción ha sido incluida en los discos Parasiempre (versión en directo, 1996), Edición del Milenio (2000), Canciones 1984-1996 (2000), Antología Audiovisual (2004) y The Platinum Collection (2006).

## La canción
La canción trata de una búsqueda personal y la pérdida de un amor, personificado en una flor de loto. En los créditos del disco se atribuye su autoría a E. Bunbury, J. Cardiel, J. Valdivia y P. Andreu.
A pesar de ser uno de los temas mejor recibidos por el público en general, y uno de los más emblemáticos del grupo, no fue incluido en la despedida del grupo del 2007.
- Datos: Q5862665